# Piotr Pragacz
Piotr Michał Pragacz (ur. 15 kwietnia 1954 w Toruniu, zm. 25 października 2022 w Warszawie) – polski matematyk, profesor nauk matematycznych. Specjalizował się w geometrii algebraicznej. Profesor zwyczajny w Instytucie Matematyki Polskiej Akademii Nauk.

## Życiorys
W 1974 roku rozpoczął studia matematyczne na Wydziale Matematyki i Informatyki Uniwersytetu Mikołaja Kopernika. Ukończył je w 1977. Stopień doktorski uzyskał w 1981 roku. Habilitował się w 1990 na podstawie pracy „Degeneracy Loci and Symmetric Functions”. Tytuł naukowy profesora nauk matematycznych otrzymał w 1997 roku.
Od 1981 był pracownikiem IM PAN; kierownik Zakładu Algebry i Geometrii Algebraicznej od 2001. Założył i prowadził (od 2000 do 2020) seminarium z geometrii algebraicznej IMPANGA.
Był stypendystą im. Aleksandra von Humboldta (1992), jak i również profesorem wizytującym na następujących uczelniach: Université Louis Pasteur Strasbourg (1981, 1983), Uniwersytet “Tor Vergata” w Rzymie (1984), Brown University (1986), Université Paris 7 (1987, 1990), UBC Vancouver (1989), Królewski Instytut Techniczny (1989), Uniwersytet w Bergen (1991), IHES Bures (1993), Instytut Matematyczny Maxa-Plancka w Bonn (1993–1996, 2000–2001, 2006), University of Chicago (1996), Université d'Angers (1997–1998), Akademia Matematyki i Nauki o Systemach, Chińska Akademia Nauk w Pekinie (2002), Instytut Badawczy Nauk Matematycznych (RIMS) na Uniwersytecie w Kioto (2008).
Był członkiem Polskiego Towarzystwa Matematycznego, Amerykańskiego Towarzystwa Matematycznego i Japońskiego Towarzystwa Matematycznego. Członek korespondent Accademia Peloritana dei Pericolanti (od 2016 roku).
Swoje prace publikował m.in. w Advances in Mathematics, Annales scientifiques de l'École normale supérieure, Annali Scuola Normale Superiore - Classe Di Scienze, Banach Center Publications, Compositio Mathematica, Comptes Rendus de l Académie des Sciences - Series I - Mathematics, Discrete Mathematics, European Journal of Combinatorics, Fundamenta Mathematicae, Indagationes Mathematicae (Proceedings), International Journal of Mathematics, Journal für die reine und angewandte Mathematik, Journal of Algebra, Journal of Algebraic Geometry, Journal of Differential Geometry, Journal of Physics A Mathematical and General, Journal of the American Mathematical Society, Journal of the London Mathematical Society, Manuscripta Mathematica, Mathematische Annalen i American Mathematical Monthly.

## Nagrody i wyróżnienia
Laureat Nagrody im. Kazimierza Kuratowskiego (1984, wraz z Jerzym Weymanem). Otrzymał nagrodę Wydziału III PAN w dziedzinie matematyki (1990) oraz nagrodę im. Wacława Sierpińskiego (1990).

## Publikacje książkowe
Jest współautorem poniższych książek:
- Hoene-Wroński: Życie, Matematyka i Filozofia[11]
- Schubert Varieties and Degeneracy Loci[12]